# Parabradysaurus
Parabradysaurus es un género extinto de sinapsidos dinocéfalos que vivieron durante el periodo Pérmico medio (Wordiense o Kazaniano  superior) en lo que ahora es Rusia.
Sus restos fósiles se han encontrado en la república de Udmurtia, en la Rusia europea. Es conocido a partir de algunos dientes aserrados que indican que este animal era probablemente herbívoro.